# Colonne de la peste (Vienne)

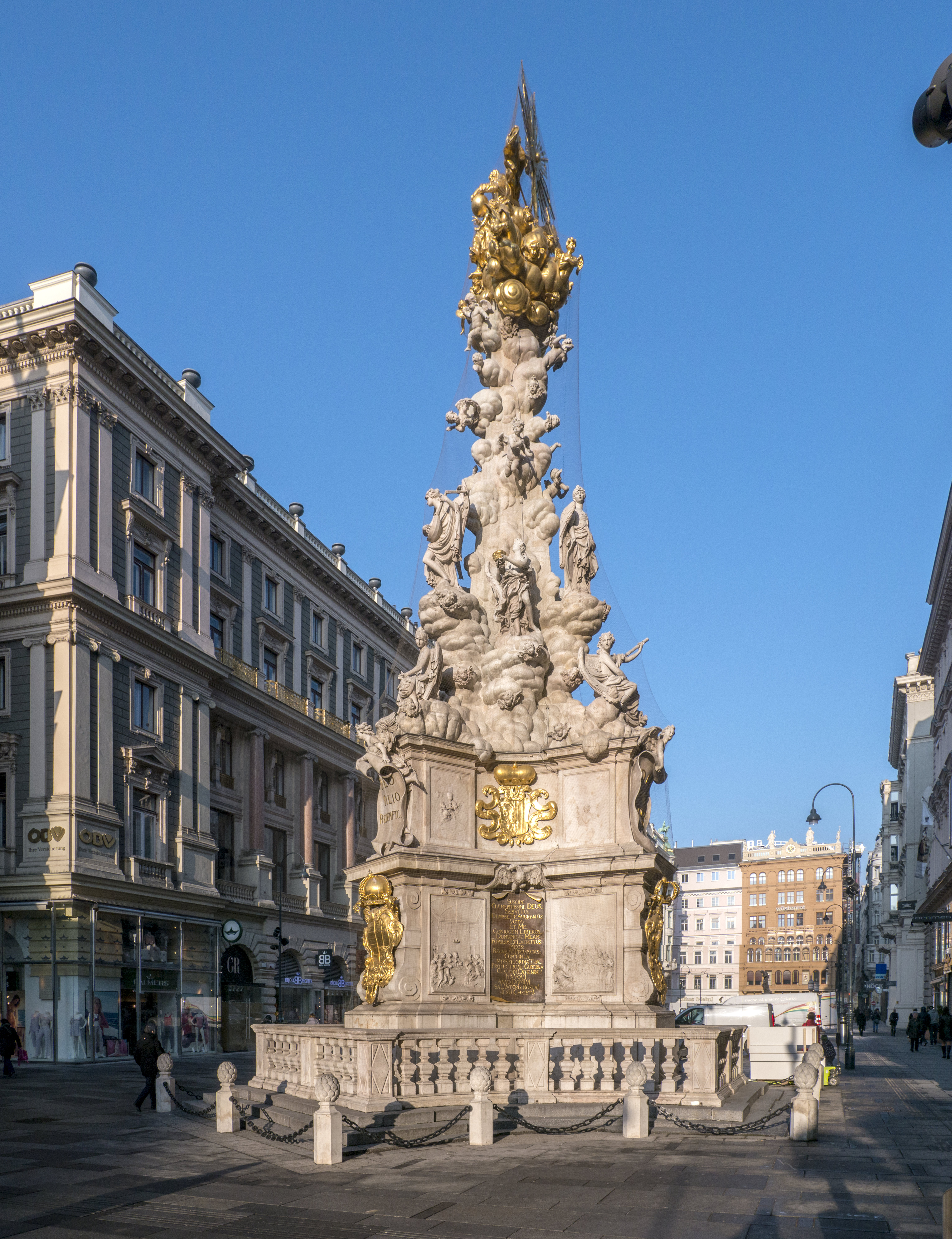
Colonne de la peste à Vienne

La colonne de la peste (en allemand : Pestsäule), ou colonne de la Trinité (en allemand : Dreifaltigkeitssäule), est une colonne dédiée à la Trinité située sur le Graben, une rue de l'Innere Stadt, le centre-ville de Vienne, en Autriche. Érigé après l'épidémie de la Grande Peste de 1679, ce mémorial baroque est l'une des œuvres sculpturales les plus importantes de la ville. Christine M. Boeckl, auteur de Images of Plague and Pestilence, voit en cette colonne « l'un des ensembles sculpturaux les plus ambitieux et les plus innovants créés en Europe de l'ère post-Le Bernin ».

## Histoire
En 1679, Vienne subit l'une des dernières grandes épidémies de peste. Ayant fui la ville, l'empereur Habsbourg Léopold Ier promet d'ériger une colonne si l'épidémie prend fin. La même année, une colonne provisoire en bois, réalisée par Johann Frühwirth, est inaugurée. Elle représente la Sainte Trinité sur une colonne corinthienne ainsi que neuf anges sculptés (les Neuf Chœurs d'Anges).
En 1683, Mathias Rauchmiller est chargé de créer une conception générale de la colonne ainsi que quelques sculptures. Il meurt en 1686, mais sa conception de base et trois de ses anges sont toujours visibles sur le monument actuel.
Plusieurs nouveaux designs suivent, Johann Bernhard Fischer von Erlach, entre autres, conçoit les sculptures à la base de la colonne.
La gestion du projet est finalement confiée à Paul Strudel, qui base son travail sur le concept de l'ingénieur italien Lodovico Burnacini.
Sous la figure trinitaire, Burnacini imagine une pyramide de nuages avec des sculptures d'anges, ainsi que l'empereur Léopold agenouillé priant une sculpture de foi. Les sculpteurs Tobias Kracker et Johann Bendel, entre autres, contribuent à la création de la colonne. Elle est inaugurée en 1694.
Malgré une longue période de construction, de fréquentes modifications quant à sa conception et le grand nombre de sculpteurs impliqués, le monument paraît assez homogène. Initialement de style conservateur, la conception finale de cette colonne commémorative est de style baroque, elle raconte une histoire de façon théâtrale. Le monument est un marqueur de la transition vers le style baroque à Vienne.

## Iconographie
L'iconographie de la colonne est complexe. Elle représente la peste noire et la Bataille de Vienne de 1683 comme des punitions divines amenées par le péché, évitées ou vaincues par la piété et grâce à l'intercession de l'empereur Léopold Ier.
La Trinité est plusieurs fois exprimée par le chiffre trois, à savoir verticalement en trois étapes.

## Galerie

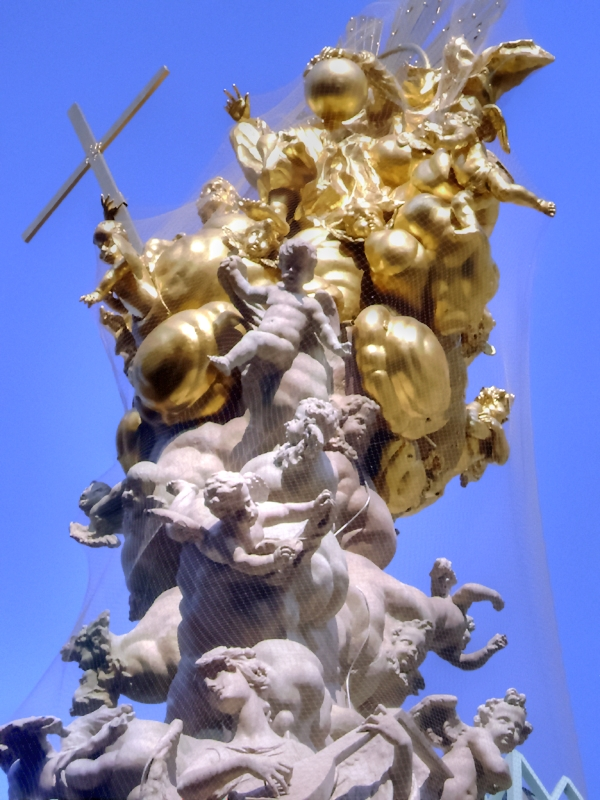
Haut de la colonne de la peste
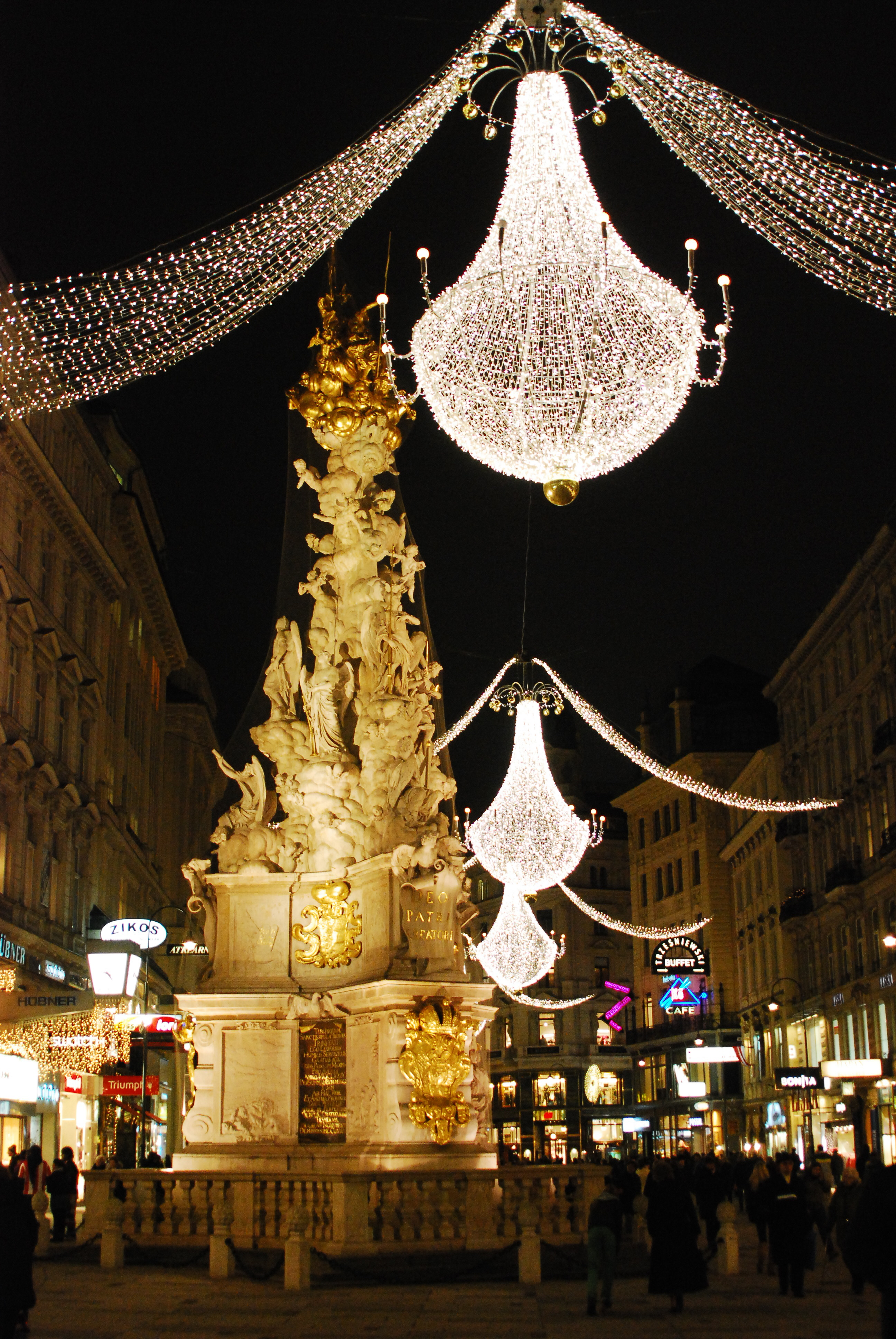
Colonne de la peste de nuit
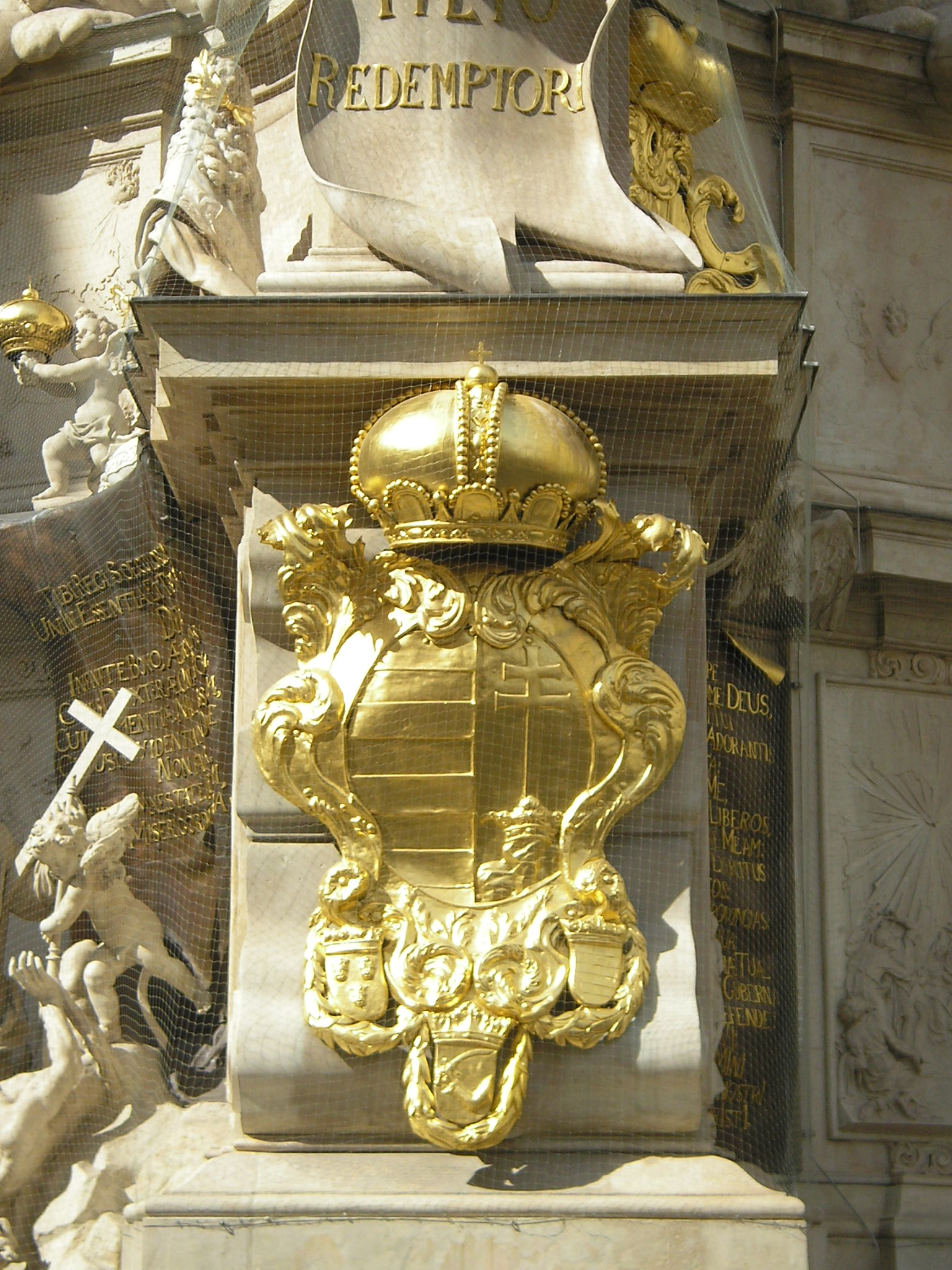
Armoiries de la Hongrie
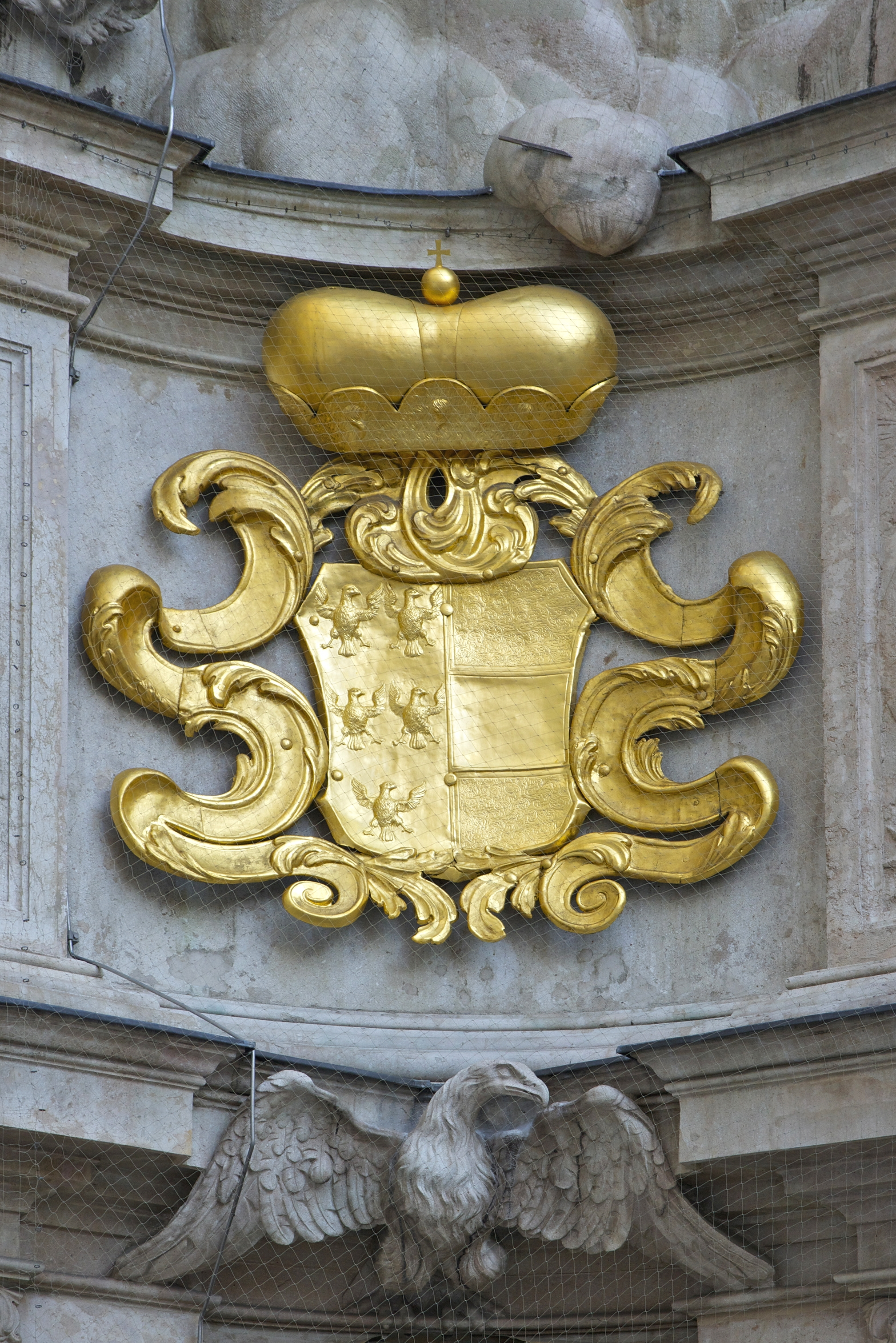
Armoiries des archiducs d'Autriche